# Carex albata
Espèce
Classification phylogénétique
Carex albata est une espèce de plantes du genre Carex et de la famille des Cyperaceae.